# Kōya
Kōya (高野町?, Kōya chō) è una cittadina giapponese che fa parte del Distretto di Ito, nella Prefettura di Wakayama. È situata su un piccolo altopiano del Monte Kōya (高野山?, Kōya-san), uno dei luoghi più sacri del Paese, a circa 800 metri di altitudine. Nell'ottobre del 2010, la popolazione era di 3.879 abitanti.

## Attrazioni culturali e turistiche

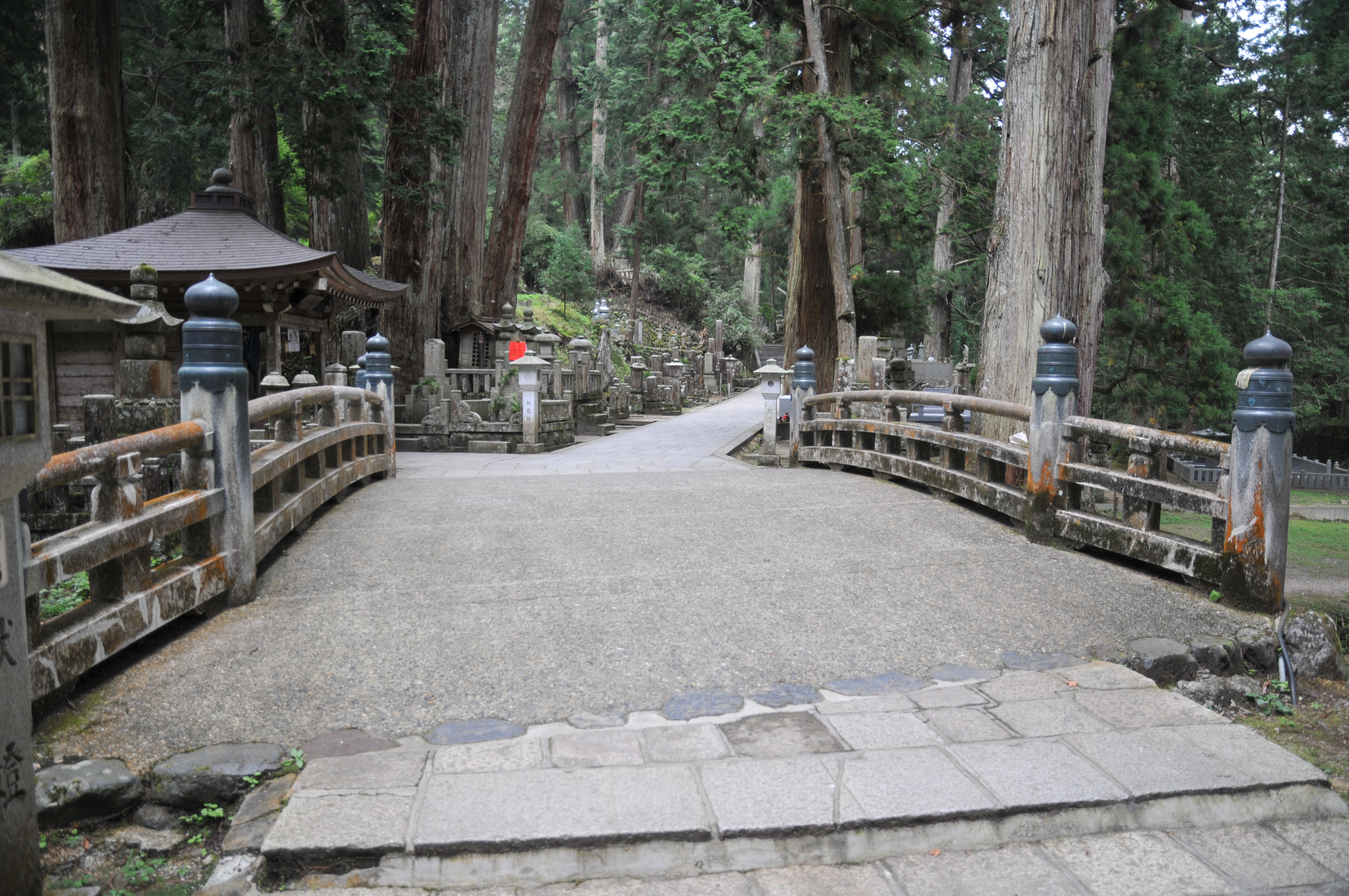
Un particolare del cimitero di Kōya, immerso in un bosco di alti cedri

È il centro più importante del Buddhismo Shingon, in città e nei dintorni sorgono 120 templi buddhisti, in molti dei quali è possibile pernottare a pagamento in apposite strutture chiamate Shukubo. Tra i siti cittadini più importanti vi sono:
- un'università per gli studi religiosi
- Il mausoleo del monaco Kūkai, fondatore della setta Shingon, circondato dal più grande cimitero del Giappone.
- La pagoda Konpon Daitō (根本大塔), che secondo la dottrina Shingon è il punto centrale di un maṇḍala che comprende l'intero Giappone
- Il Kongōbu-ji (金剛峯寺), il tempio principale del Buddhismo Shingon del Kōyasan

## Accesso
Oltre che con l'auto, è possibile raggiungere Koya con una funicolare, che a valle è collegata con la linea Kōya delle Ferrovie Nankai.